# Lijst van nummer 1-hits in de Nederlandse Top 40 in 1991
Deze hits stonden in 1991 op nummer 1 in de Nederlandse Top 40.
| Nummer | Datum        | Artiest                    | Titel                             |
| ------ | ------------ | -------------------------- | --------------------------------- |
| 418    | 5 januari    | Vanilla Ice                | Ice ice baby                      |
|        | 12 januari   | Vanilla Ice                | Ice ice baby                      |
|        | 19 januari   | Vanilla Ice                | Ice ice baby                      |
|        | 26 januari   | Vanilla Ice                | Ice ice baby                      |
|        | 2 februari   | Vanilla Ice                | Ice ice baby                      |
| 419    | 9 februari   | Candyman                   | Knockin' boots                    |
|        | 16 februari  | Candyman                   | Knockin' boots                    |
| 420    | 23 februari  | Seal                       | Crazy                             |
|        | 2 maart      | Seal                       | Crazy                             |
|        | 9 maart      | Seal                       | Crazy                             |
| 421    | 16 maart     | Raymond van het Groenewoud | Liefde voor muziek                |
|        | 23 maart     | Raymond van het Groenewoud | Liefde voor muziek                |
|        | 30 maart     | Raymond van het Groenewoud | Liefde voor muziek                |
| 422    | 6 april      | Massive Attack             | Unfinished sympathy               |
| 423    | 13 april     | Roxette                    | Joyride                           |
|        | 20 april     | Roxette                    | Joyride                           |
| 424    | 27 april     | R.E.M.                     | Losing my religion                |
|        | 4 mei        | R.E.M.                     | Losing my religion                |
|        | 11 mei       | R.E.M.                     | Losing my religion                |
| 425    | 18 mei       | Timmy T                    | One more try                      |
|        | 25 mei       | Timmy T                    | One more try                      |
| 426    | 1 juni       | Scorpions                  | Wind of change                    |
|        | 8 juni       | Scorpions                  | Wind of change                    |
|        | 15 juni      | Scorpions                  | Wind of change                    |
| 427    | 22 juni      | Crystal Waters             | Gypsy woman (La da dee la da da)  |
|        | 29 juni      | Crystal Waters             | Gypsy woman (La da dee la da da)  |
|        | 6 juli       | Crystal Waters             | Gypsy woman (La da dee la da da)  |
| 428    | 13 juli      | Extreme                    | More than words                   |
| 429    | 20 juli      | Sniff 'n' the Tears        | Driver's seat                     |
|        | 27 juli      | Sniff 'n' the Tears        | Driver's seat                     |
|        | 3 augustus   | Sniff 'n' the Tears        | Driver's seat                     |
| 430    | 10 augustus  | Bryan Adams                | (Everything I do) I do it for you |
|        | 17 augustus  | Bryan Adams                | (Everything I do) I do it for you |
|        | 24 augustus  | Bryan Adams                | (Everything I do) I do it for you |
|        | 31 augustus  | Bryan Adams                | (Everything I do) I do it for you |
|        | 7 september  | Bryan Adams                | (Everything I do) I do it for you |
|        | 14 september | Bryan Adams                | (Everything I do) I do it for you |
|        | 21 september | Bryan Adams                | (Everything I do) I do it for you |
|        | 28 september | Bryan Adams                | (Everything I do) I do it for you |
|        | 5 oktober    | Bryan Adams                | (Everything I do) I do it for you |
|        | 12 oktober   | Bryan Adams                | (Everything I do) I do it for you |
|        | 19 oktober   | Bryan Adams                | (Everything I do) I do it for you |
| 431    | 26 oktober   | L.A. Style                 | James Brown is dead               |
|        | 2 november   | L.A. Style                 | James Brown is dead               |
| 432    | 9 november   | Salt-N-Pepa                | Let's Talk About Sex              |
|        | 16 november  | Salt-N-Pepa                | Let's Talk About Sex              |
|        | 23 november  | Salt-N-Pepa                | Let's Talk About Sex              |
| 433    | 30 november  | Gordon                     | Kon ik maar even bij je zijn      |
|        | 7 december   | Gordon                     | Kon ik maar even bij je zijn      |
|        | 14 december  | Gordon                     | Kon ik maar even bij je zijn      |
|        | 21 december  | Gordon                     | Kon ik maar even bij je zijn      |
|        | 28 december  | Geen Top 40 verschenen     | Geen Top 40 verschenen            |